# George Ernst von der Goltz
George Ernst von der Goltz (* 30. Dezember 1705; † 3. Juni 1755) war ein preußischer Landrat in der Neumark. Er stand von 1744 bis zu seinem Tode dem Kreis Dramburg vor.

## Leben
Er stammte aus der uradligen Familie von der Goltz. Sein Vater Franz Ernst von der Goltz (1679–1739), war Erbherr auf Klein Mellen, halb Köntopp und weiteren Gütern. Seine Mutter Clara Sabine Tugendreich († 1716) war eine geborene von Winterfeld. Der Oberst Magnus Ernst von der Goltz († 1684) war sein Großvater. 
Er studierte ab 1724 an der Universität Frankfurt (Oder). 
Im Jahre 1744 wurde er als Nachfolger von Georg Albrecht von Birckholtz zum Landrat des Kreises Dramburg ernannt und wurde später auch Direktor des Kreises. Der Kreis gehörte damals zur Neumark. Er übte sein Amt bis zu seinem Tode im Jahre 1755 aus; im Amt folgte ihm George Friedrich von Rohwedel. 
George Ernst von der Goltz war dreimal verheiratet. Aus seiner im Jahre 1736 eingegangenen dritten Ehe mit Juliane Philippine (1714–1792), einer geborenen von Blanckensee, gingen fünf Söhne hervor, die sämtlich Offiziere in der preußischen Armee wurden. 